# Eryngium humile
Eryngium humile es una hierba acaule arrosetada de la familia de las umbelíferas. Se distribuye en zonas altoandinas desde los 2400 hasta los 4500 m s.n.m. en Venezuela, Colombia, Ecuador y Perú, y en Centroamérica en Costa Rica y Panamá.
En Perú, se utiliza en la medicina tradicional en forma de lavados y baños herbales para aclarar la memoria a partir de una infusión de la planta.

## Taxonomía
E. humile fue descrita por primera vez por Antonio José de Cavanilles y la descripción publicada en Anales de Historia Natural 2: 115–116 en 1800.

## Nombres comunes
- Apio, estrella[3]
- Yerba gorda (Colombia)[2]
- Flor de plata, flor de la ciencia, cardonquea (Perú)[4]
- Ojo de venado (Ecuador)[6]